# Королівський національний парк
Королівський національний парк (англ. Royal National Park) — національний парк, що охороняється, розташований в австралійському штаті Новий Південний Уельс, на південь від міста Сідней. Найстаріший національний парк Австралії. 

## Загальна характеристика
Площа парку — 150 кв. км (58 кв. миль). Це другий найстаріший у світі національний парк (після Єллоустоунського у Сполучених Штатах Америки), що відображав тісний зв'язок з відпочинком на природі від початку історії штату. Поєднує в собі ландшафти пляжів, скель і мисів, кущів і панорамного виду на Тихий океан. Парк кілька разів горів під час лісових пожеж, зокрема у 1939, 1994 та під час пожеж Чорного Різдва у 2001—2002 роках. Місцевий австралійський чагарник природно відновлюється після лісових пожеж, і станом на 2008 рік залишилося мало видимих ознак цих пожеж.

## Історія
Сер Джон Робертсон, п'ятиразовий прем'єр-міністр Нового Південного Уельсу, був першим, хто запропонував ідею національного парку на південь від Сіднея. Він хотів створити великий відкритий простір для жителів Сіднея. У 1879 році парк був офіційно заснований, і 7200 га на південь від Порт-Хакінга були відведені спеціально для відпочинку та розваг. Таким чином, він став другим «Національним парком» у світі. Парк був розширений у 1880 році до 14 500 га. У 1934 році відомий захисник природи з Нового Південного Уельсу Майлс Данфі переконав уряд додати 520 га навколо Гараварри. У 1954 році королева Єлизавета II подорожувала парком поїздом, після чого він був офіційно перейменований з національного парку в «Королівський». У грудні 2006 року парк було додано до списку національної спадщини Австралії.

## Фауна
У парку зареєстровано 43 місцеві види ссавців, 241 вид птахів, 140 з яких є постійними. На узбережжі мешкають мартин австралійський, орлан білочеревий, кулик-сорока довгодзьобий, крячок жовтодзьобий, чорний баклан, альбатрос і чепура австралійська. Прибережна вересова пустка також приваблює медолюбових та медолюбів-сережників. У лісах і рідколіссі водяться клинохвості орли, лорікети веселкові, чорноплечі димчасті коршуни, розела червона, піві, какаду жовточубі і бронзовокрили. Наметники фіолетові та лірохвости мешкають у тропічних лісах, а навколо боліт і лагун можна побачити лазурних рибалочкових, новогвінейську ластівку, медовок жовтокрилих та чорних качок. Місцеві ссавці в парку включають двоколірних валабі, кузу лисячих, червоношийних падемелонів, тигрових кволів, чорних пацюків, чагарникових пацюків, Pseudomys novaehollandiae, цукрову сумчасту летягу, бандикутів. Є також 40 видів рептилій, включаючи тигрових змій, коричневих змій, змій смерті та чорних змій із червоним животом. Королівський національний парк має одну з найбагатших місцевих фаун комах серед усіх вивчених районів штату, а також різноманітну популяцію наземних молюсків.

## Флора
Рослинність Королівського національного парку добре вивчена. Її особливістю є широкий спектр рослинних асоціацій, зокрема тропічних лісів, прісноводних боліт і водно-болотних угідь річок. Існує також широкий спектр флористичних варіацій, яких немає на такій невеликій території в інших сіднейських парках. Поряд з піщаними рівнинами Західної Австралії та південноафриканськими фінбошами парк є одним із найфлористичніших районів такого розміру в частинах світу з помірним кліматом. Тут зареєстровано понад 1000 видів рослин, у тому числі 26 видів, занесених до списку рідкісних або під загрозою зникнення в національному масштабі.

## Види діяльності в парку
Королівський національний парк виконує важливу освітню функцію як для громадськості, так і для шкіл та університетів, оскільки є місцем для польових досліджень. Центр польових досліджень у Новому Південному Уельсі щорічно обслуговує близько 7000 студентів та вчителів зі шкіл у південно-східній частині столичного району Сіднея.
Є три основні види діяльності для відвідувачів Королівського національного парку: піші прогулянки, серфінг, риболовля та пікніки. Враховуючи близькість парку до Сіднея, більшість з них є одноденними. Відвідувачі найчастіше обирають: серфінг на Гері-Біч або Бернінг-Палмс; веслування в лагуні та купання у Ваттамоллі; морську рибалку у спеціальному місці; пікніки в Одлі Вейрі або Ваттамоллі; прокат каное або каяка і  веслування на озері над Одлі Вейр; прогулянки стежками, прокладеними у парку в 1920-х роках.

## Туризм
Королівський національний парк є одним з найвідвідуваніших парків у Новому Південному Уельсі. У 2018 році його відвідало більше 6 мільйонів людей. В останні роки Служба національних парків та дикої природи Нового Південного Уельсу відзначає значне та стійке зростання кількості відвідувачів, які приїжджають до Королівського національного парку, щоб насолодитися пляжами, лагунами та водоспадами, особливо у вихідні та святкові дні.